# Tall Tal
Tall Tal (arab. تل طال) – wieś w Syrii, w muhafazie Al-Hasaka. W 2004 roku liczyła 314 mieszkańców.